# Великий Суматранський розлом

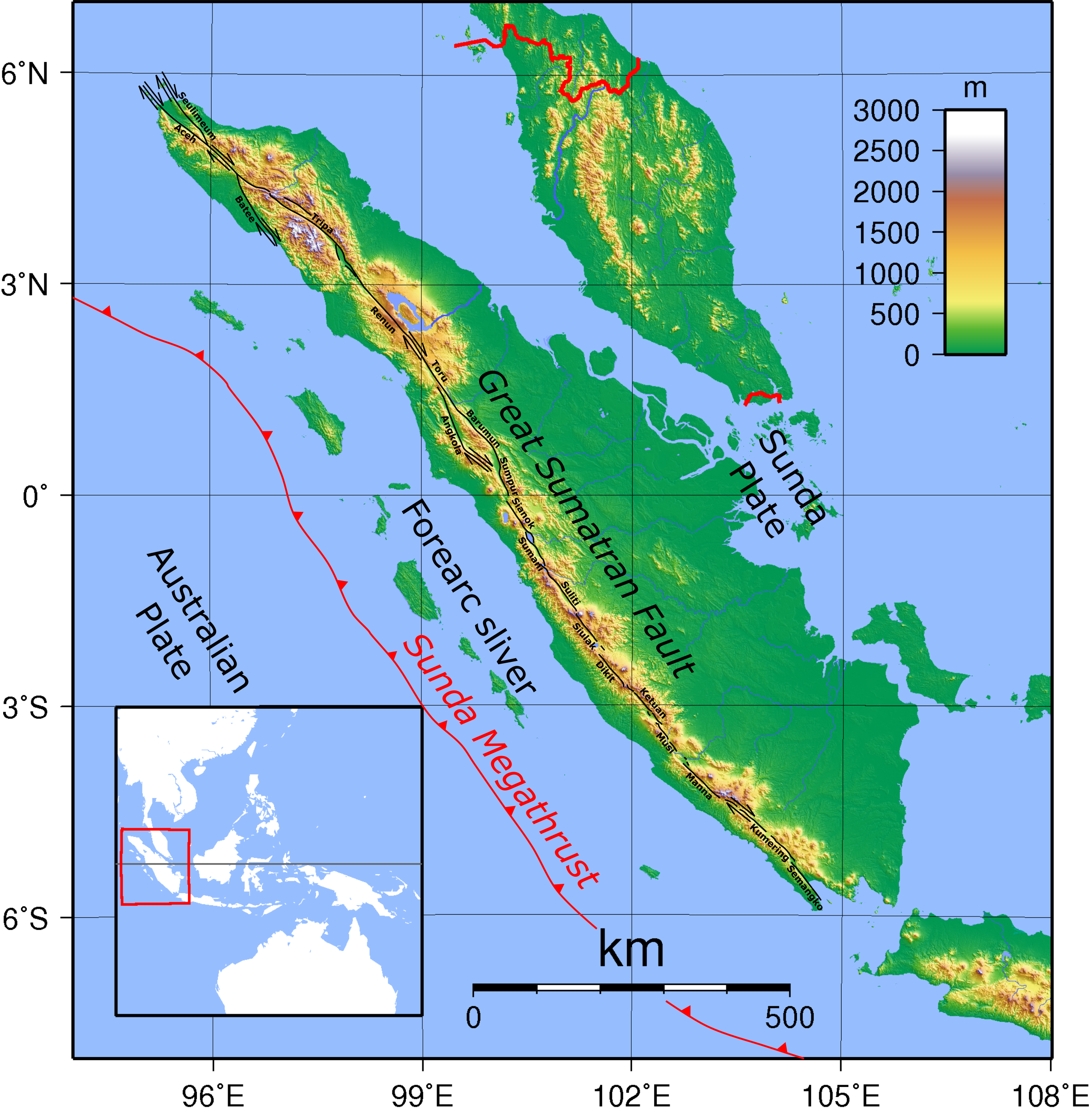
Карта Великого Суматранського розлому. Розташування основних ниток розлому

Великий Суматранський розлом, також відомий як розлом Семангко який проходить по всій довжині Індонезійського острова Суматра розташований у високосейсмічній зоні світу. На додаток до зони субдукції біля західного узбережжя острова, Суматра також має великий зсувний розлом. Ця зона розлому вміщує більшу частину рухів зсувів, пов’язаних із косою конвергенцією між Індо-Австралійською та Євразійською плитами. Розлом закінчується на півночі трохи нижче міста Банда-Ачех, який був зруйнований землетрусом в Індійському океані 2004 року. Після землетрусу в грудні 2004 року тиск на Великий Суматранський розлом надзвичайно зріс, особливо на півночі. 

## Геологічне значення
Великий Суматранський розлом є частиною системи, де розподіл деформацій було вперше описано в тектоніці плит. Конвергенція між Індо-Австралійською плитою та Зондською плитою не є перпендикулярною до межі плит у цьому регіоні. Натомість дві пластини рухаються під косим кутом. Більша частина конвергентної деформації компенсується рухом насуву на «меганасувному» розломі межі плити, який визначає Зондську западину . Але косий рух (частина руху плити, паралельна межі плити) враховується Великим Суматранським розломом, який проходить уздовж вулканічної Зондської дуги.
Територія між розломом насуву на межі головної плити та Великим Суматранським розломом утворює «розривну плиту», яка включає всю прибережну переддугу, острови переддуги та частину Суматри на захід від Великого Суматранського розлому. Ця пластина не є єдиним жорстким блоком, і деталі її внутрішньої деформації активно досліджуються.

## Землетруси
Перераховані з північного заходу на південний схід:
- 2 квітня 1964: подія M w 7.0 біля північного краю Суматри та міста Банда-Ачех[4].
- 19 вересня 1936: подія M w 7.2 (3,685°N 97,535°E)[5].
- Землетруси на Суматрі в березні 2007 року: подвійні землетруси магнітудою 6,4 і 6,3 за дві години на північний схід від озера Сінгарак[6].
- Землетрус на Суматрі 2022 року: землетрус магнітудою 6,2 пошкодив десятки будинків, офісів і школи[7][8]. Шестеро загиблих і 32 поранених[9]. Відчувається в Малайзії та Сінгапурі.
- Землетрус у Паданг-Панджанзі 1926 року: подвійний землетрус магнітудою 6,7 і 6,4. Загинули щонайменше 411 людей[10].
- Землетруси 1943 року в Алахані-Панджанг: подвійні землетруси магнітудою 7,2 і 7,5 сталися протягом 7 годин один від одного 8 і 9 червня на південний схід від озера Сінгарак[6].
- Землетрус у Керінчі 1995 року: миттєвий землетрус магнітудою 6,8 загинув щонайменше 84 людини та спричинив 1868 поранень[11].
- Землетрус у Ліві 1994 року: подія потужністю 7,0 МВт спричинила 207 смертей біля південного краю Суматри.
- Землетрус на Суматрі 1933 року: подія магнітудою 7,6 (5,226 °S 104,596°E) на південь від Суматри[12]. Загинуло понад 76 людей, завдано значних руйнувань. Два міста зруйновані.